# Baligród
Solina (ukránul: Балигород, Balyhorod) Lengyelország délkeleti részén a Kárpátaljai vajdaságban, a Leskói járásban található település. Baligród Gmina Baligród székhelye. 1999. január 1-jétől tartozik a Leskói járáshoz, előtte a Bieszczady járáshoz tartozott.

## Történelme
Baligród a Hoczewka-folyó völgyében fekszik, a Keleti-Beszkidek hegység közelében. Baligród a korábbi időkben város volt, ám az elmúlt 100 év során annyira lecsökkent lélekszáma, hogy visszaminősítették községgé.
A települést először 1615-ben említik írásos források. A település múltjával foglalkozó emberek úgy tartják, hogy a községet valamikor a 17. század elején alapíthatták a Bal-család által épített kastély közelében. 1634-ben a település neve még Balówgród volt és magdeburgi jogokat kapott, azaz kereskedelmi kiváltságjogokat szerzett vásárok, búcsúk rendezése és a borraktározás terén. Baligród egészen 1770-ig maradt a Bal-család tulajdonában. A városka ebben az időben egy forgalmas kereskedelmi útvonal mentén feküdt, ahol a Magyarországról hozott árukat szállították. Ez lehetőséget teremtett a település számára, hogy komolyabb fejlődésnek indulhasson. Később a település hanyatlásnak indult és városi előjogait 1915-ben elvették tőle.
Az első világháború idején 1914 és 1915 közt a település részben megsemmisült, majd a második világháború idején ismét megsemmisült egy része és lakóinak nagy része, beleértve nagyon sok helybéli zsidó embert is, életét vesztette. Azokat a zsidó embereket, akiknek nem sikerült megszervezni a kimenekítését a településről, azokat kivégezték. 1944. augusztus 6-án az Ukrán Felkelő Hadsereg egy egysége megtámadta a települést és ekkor 42 lengyel vesztette életét és néhány épület porig égett.
A lengyel hadsereg csapatai itt állomásoztak a településen és Diabligród néven, azaz az Ördög városa néven illették a községet, mivel a korábbi években itt állomásozó német csapatok a település főterét a zsidó temetőből származó sírkövekkel kövezték ki. 1947. március 28-án a lengyel Karol Świerczewski tábornok Jabłonki közelében vesztette életét a Cisna felé vezető úton.
A háború után a település főterén több üzlet nyílt és egy T-34es tankot állítottak fel a főtéren, amely a Keleti-Beszkidek hegységben harcolt az Ukrán Felkelő Hadsereg ellen. Korábban egy T-70es tank volt felállítva a főtéren, de ezt elszállították a Poznańban található páncélos múzeumba.
Michael Schudrich lengyel főrabbi ősei Baligródban éltek.

## Látnivalók
- Katolikus templom (1877-79 közt épült)
- Görögkatolikus templom 1829-ből
- Katonai temető (1946-47-ben hozták létre és 1984-ben felújították)[2]
- Bal-kastély, melynek mára csak az alapjainak romjai láthatók
- A zsidó temető romjai

## Fordítás
Ez a szócikk részben vagy egészben  a   Baligród című angol Wikipédia-szócikk ezen változatának fordításán alapul.  Az eredeti cikk szerkesztőit annak laptörténete sorolja fel. Ez a jelzés csupán a megfogalmazás eredetét és a szerzői jogokat jelzi, nem szolgál a cikkben szereplő információk forrásmegjelöléseként.